# Michał Kozakiewicz
Michał Witold Kozakiewicz – polski profesor nauk biologicznych, pracownik naukowy Instytutu Zoologii UW i Instytutu Biologii Ssaków PAN, dziekan Wydziału Biologii Uniwersytetu Warszawskiego.

## Życiorys
W 1974 r. ukończył studia biologiczne na Uniwersytecie Warszawskim, a w 1982 r. obronił pracę doktorską pt. Rola izolacji siedliska w kształtowaniu struktury i dynamiki populacji nornicy rudej, której promotorem był prof. Kazimierz Albin Dobrowolski. W 1994 r. habilitował się na podstawie pracy zatytułowanej Habitat Isolation and Ecological Barriers - the Effect on Small Mammal Populations and Communities. W 2000 r. uzyskał tytuł profesora nauk biologicznych. 
Pracował na stanowisku profesora w Instytucie Biologii Ssaków PAN oraz w Instytucie Biologii Funkcjonalnej i Ekologii na Wydziale Biologii UW. 
Członek senatu UW i Rady Wydziału Biologii UW, członek rad naukowych Instytutu Biologii Ssaków PAN, Uniwersyteckiego Centrum Badań nad Środowiskiem Przyrodniczym UW oraz Miejskiego Ogrodu Zoologicznego w Warszawie.
Jest przewodniczącym Zespołu Nauk Ścisłych i Przyrodniczych Polskiej Komisji Akredytacyjnej oraz członkiem prezydium tej komisji.